# Colin Bull
Colin Bruce Bradley Bull (* 13. Juni 1928 in Birmingham, England; † 7. September 2010 in Alaska, Vereinigte Staaten) war ein britisch-amerikanischer Physiker, Polarforscher und Hochschullehrer. Er war Professor an der Ohio State University. Er nahm an über 25 Polarexpeditionen teil und wurde von Königin Elizabeth II. mit der Polarmedaille und von der US-Regierung mit der Antarctic Service Medal ausgezeichnet.

## Leben und Werk

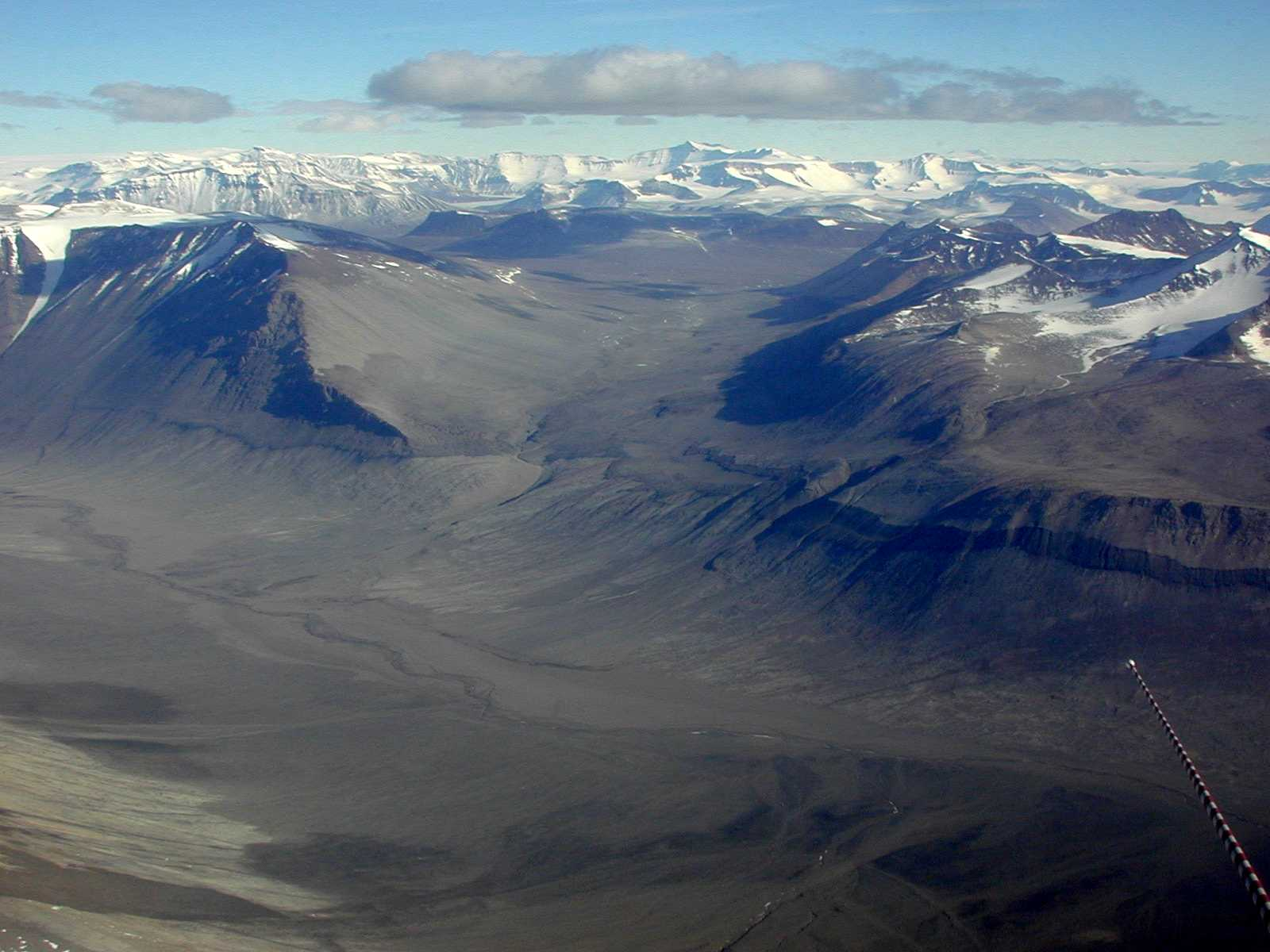
Der Bull-Pass in den Antarktischen Trockentälern im südlichen Viktorialand

Bull wurde in Birmingham geboren. Die Familie ließ sich später in der Grafschaft Herefordshire nieder, wo er seine Schulausbildung abschloss. Von 1945 bis 1952 studierte er an der University of Birmingham, wo er einen Bachelor of Science und einen Master of Science erwarb sowie in Festkörperphysik promovierte. In der Zeit seiner Dissertation erlernte er das Klettern.
Bull unternahm im Sommer 1951 unter der Schirmherrschaft von Raymond Priestley seine erste Polarexpedition zur Inselgruppe Spitzbergen, wo er mit einer Gruppe von Doktoranden auf der gleichnamigen Insel die geologische Struktur und Geschichte untersuchte. Das Team arbeitete sich von der Küste aus landeinwärts vor und untersuchte bislang unbetretene Gebiete. Dick Barwick war der Biologe der Expedition, Barrie Cooper McKelvey und Peter Webb waren Studenten der Geologie und wurden später Polarforscher.
Nachdem Bull an der Fakultät für Physik der Universität Cambridge gelehrt hatte, nahm er von 1952 bis 1954 als Geophysiker, Glaziologe und Wetterbeobachter an der britischen Nordgrönland-Expedition unter der Leitung von Commander C. J. W. Simpson teil und übernahm die Rolle des Chefwissenschaftlers. Er bestimmte die Dicke der grönländischen Eiskappe mit einem Schwerkraftmesser. 1955 nahm er an der Expedition nach Norwegen zum Gletscher Austerdalsbreen teil, wo er wiederum ein Schwerkraftmessgerät benutzte, um die Gletscherdicke zu bestimmen.

## Zeit in Neuseeland
1956 heiratete er Diana Gillian Garrett. Er wanderte mit seiner Ehefrau nach Neuseeland aus, wo er Oberdozent am Department of Physics an der Victoria University of Wellington (VUW) wurde. Nach seiner Ankunft organisierte Bull die Antarktisexpedition der Universität. Zu den Mitgliedern der ersten neuseeländischen Antarktisexpedition von 1958 bis 1959 unter seiner Leitung gehörten Peter Webb, Barrie McKelvey und Dick Barwick. Ihre Forschung wurde in den Antarktischen Trockentälern in der Nähe der McMurdo-Station durchgeführt. Bull benannte das Wright Valley nach dem kanadischen Physiker Charles Seymour Wright, einem Teilnehmer an der Terra-Nova-Expedition (1910–1913) des britischen Polarforschers Robert Falcon Scott. Der Bull-Pass, das McKelvey Valley, der Webb-Gletscher und das Barwick Valley wurden von dieser Expedition benannt.
Während seines Aufenthalts in Neuseeland setzte er sich erfolglos dafür ein, Forscherinnen in die Antarktis zu bringen. Bull organisierte für die Saison 1959/1960 eine Folgeexpedition, an der auch die Forscherin Dawn Rodley teilnahm. Die US-Marine weigerte sich jedoch, sie in die Antarktischen Trockentäler zu fliegen. Dies war wahrscheinlich der erste Versuch, eine Forscherin in eine moderne Antarktisexpedition einzubeziehen. Erst ab 1969 erlaubte die Marine Wissenschaftlerinnen, den Kontinent zu betreten. Als Direktor des Institute of Polar Studies der Ohio State University stellte Bull ein ausschließlich aus Frauen bestehendes wissenschaftliches Forschungsteam zusammen, das im Oktober 1969 für eine viermonatige Forschung in der Antarktis eintraf.

## Hochschullehrer an der Ohio State University
Im März 1961 übernahm Bull eine Stelle als Gastprofessor am Institute of Polar Studies der Ohio State University. Er lehrte dort Geophysik mit Schwerpunkt Glaziologie und half beim Aufbau des Instituts, dem späteren Byrd Polar and Climate Research Center (BPCRC). Im nächsten Sommer reiste er mit vier anderen Wissenschaftlern nach Südwestgrönland, um mit der Untersuchung der Sukkertoppen-Eiskappe zu beginnen. Teilnehmer der Expedition war der deutsche Meteorologe Fritz Löwe, der 1930 Mitglied der Alfred-Wegener-Expedition nach Grönland gewesen war. Zusammen mit Henry Brecher und Löwe erstellte er eine Linie entlang der Eiskappe, auf der Schwerkraftmessungen zur Eisbestimmung durchgeführt wurden.
Von 1965 bis 1969 war er Direktor des Institute of Polar Studies der Ohio State University. Anschließend wurde er Vorsitzender der Abteilung für Geologie, und 1972 wurde er Dekan für Mathematik und Physik und war fortan Mitglied zahlreicher Polarboards und Studiengruppen.
Nach 13 Jahren als Dekan zog er sich 1986 von Seattle nach Bainbridge Island am Puget Sound zurück. Nach seiner Pensionierung schrieb Bull in Innocents in the Arctic über seine Expedition nach Spitzbergen im Jahr 1951.
Er starb am 7. September 2010 im Alter von 82 Jahren während einer Alaska-Kreuzfahrt.

## Ehrungen (Auswahl)
- 1984: Kaarina- und Weikko-A.-Heiskanen-Preis
- Polarmedaille verliehen von Königin Elizabeth II.
- Antarctica Service Medal der US-Regierung
- Namensgeber für den Bull-Pass und den Lake Bull in der Antarktis

## Veröffentlichungen (Auswahl)
- Innocents in the Arctic. The 1951 Spitsbergen Expedition.UA Press, 2005, Paperback ISBN 978-1-889963-97-6.
- Innocents in the Dry Valleys. An Account of the Victoria University of Wellington Antarctic Expedition, 1958–59. UA Press, 2009, Paperback ISBN 978-1-60223-071-2.